# Juan Tapia Nieto
Juan Tapia Nieto (Barcelona, 30 de marzo de 1946) es un periodista español. Jurista especializado en el área económica y financiera, a lo largo de su carrera ha dirigido varios medios de comunicación, como el diario La Vanguardia o Barcelona TV. En fechas recientes es colaborador habitual del El Periódico de Cataluña o El Confidencial.

## Biografía
Nacido en Barcelona en 1946, hijo de Cipriano Tapia y Gloria Nieto, en su juventud estuvo vinculado con los movimientos estudiantiles de oposición al franquismo. Seguidor de las tesis defendidas por Josep Pallach, llegó a militar en el  Reagrupament Socialista i Democràtic de Catalunya (RSDC). Se licenció en derecho por la Universidad de Barcelona, desarrollando la mayor parte de su actividad en torno al área económica y financiera en prensa y revistas especializadas. Así, al tiempo que dirigía el departamento de relaciones externas de la Caja de Ahorros y Pensiones de Barcelona, fue redactor económico del diario barcelonés La Vanguardia Española, donde formó parte del equipo editorial (1971-1980).
Descrito por el editor Javier Godó como un «un liberal completo de centro», desde sectores conservadores se le considera sin embargo cercano al PSOE.
Tras un breve paso por El Noticiero Universal, fue nombrado asesor del ministro de Economía Miguel Boyer, en el primer gobierno formado por Felipe González después de las elecciones generales de 1982. Cesó al tiempo del propio ministro, en 1985, y no ha vuelto a estar vinculado con la actividad política. Regresó a La Vanguardia donde formó parte de la redacción económica de nuevo, dirigiendo el suplemento económico semanal. Considerado un hombre con buenos contactos en Madrid, en 1987 fue nombrado director del diario, cargo en el que permaneció trece años —hasta que en 2000 fue relevado por José Antich—. Durante la etapa de gobierno de José María Aznar mantuvo malas relaciones con este, lo que ha llevado a algún autor a sugerir que Godó le habría sido sustituido por Antich. Con posterioridad siguió desarrollando su actividad en otros medios de comunicación, ocupando la dirección de Barcelona TV (Btv), donde logró una audiencia de más de 8 millones de espectadores de media, y el centro de programas de Radio Televisión Española en Cataluña.
Durante las dos últimas ediciones de Crónicas Marcianas alcanzó cierta popularidad por sus apariciones junto a Galindo y Carlos Latre. Tras la despedida del programa pasó a colaborar en la sección radiofónica Dieta saludable en Radio Estel.￼ 
Desde la compra de Grupo Zeta por parte de Prensa Ibérica es presidente del Comité Editorial de El Periódico de Cataluña y vicepresidente de su consejo de administración.

## Distinciones
A lo largo de su carrera ha sido distinguido con el Premio del Club Internacional de Prensa (1991), el Premio Ortega y Gasset de periodismo (1996) y el Premio Luca de Tena (1997). Desde 1998 es académico de número de la Real Academia de Ciencias Económicas y Financieras.

## Obras
- —— (2015). ¿España sin Cataluña?. Planeta de Libros.